# Pera Grossa
La Pera Grossa (in piemontese pera significa pietra) o Masso di Rosta è un masso erratico situato in comune di Rosta (TO, Italia), notevole per le sue dimensioni e molto conosciuto come sito di arrampicata.

## Descrizione

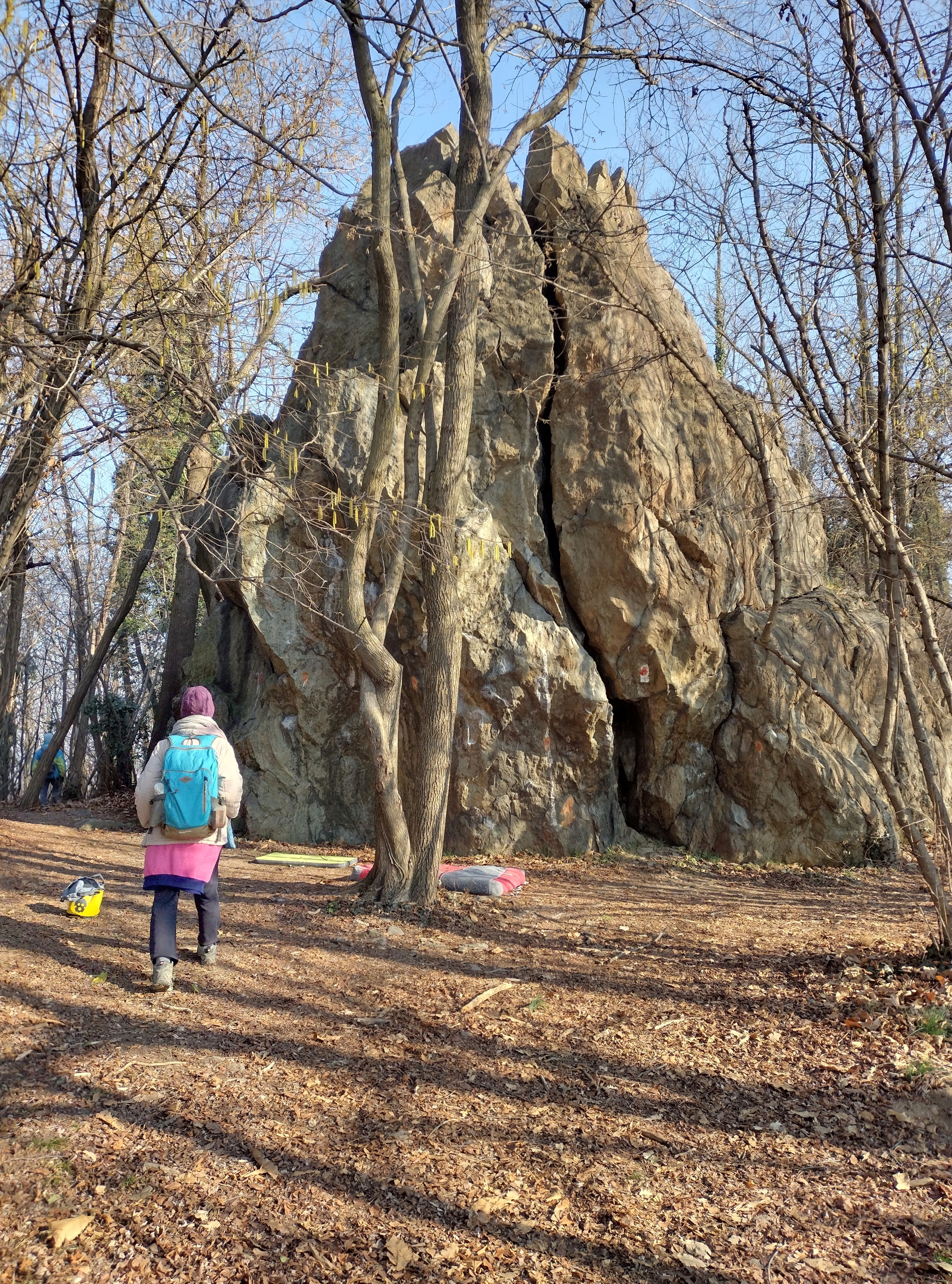
Il masso visto da ovest

Si tratta di un grande masso attualmente di circa 1000 metri cubi di volume. È collocato a breve distanza del confine comunale tra Rosta e Reano, al colmo di una dorsale collinare. Il volume del roccione era un tempo maggiore, ma esso venne in parte demolito e trasformato in pietrisco, poi utilizzato nella costruzione del monumento al traforo del Fréjus a Torino. Sul masso sono ancora evidenti alcuni dei fori delle mine utilizzate per la sua parziale demolizione, e le fratture che si dipartono a raggera da questi ultimi. Successivamente, con un decreto ministeriale del 15 giugno 1927, venne approvata la "Dichiarazione di notevole interesse pubblico del Masso erratico “Pera grossa” in regione
Pietragrossa sito nel comune di Rosta".

## Geologia

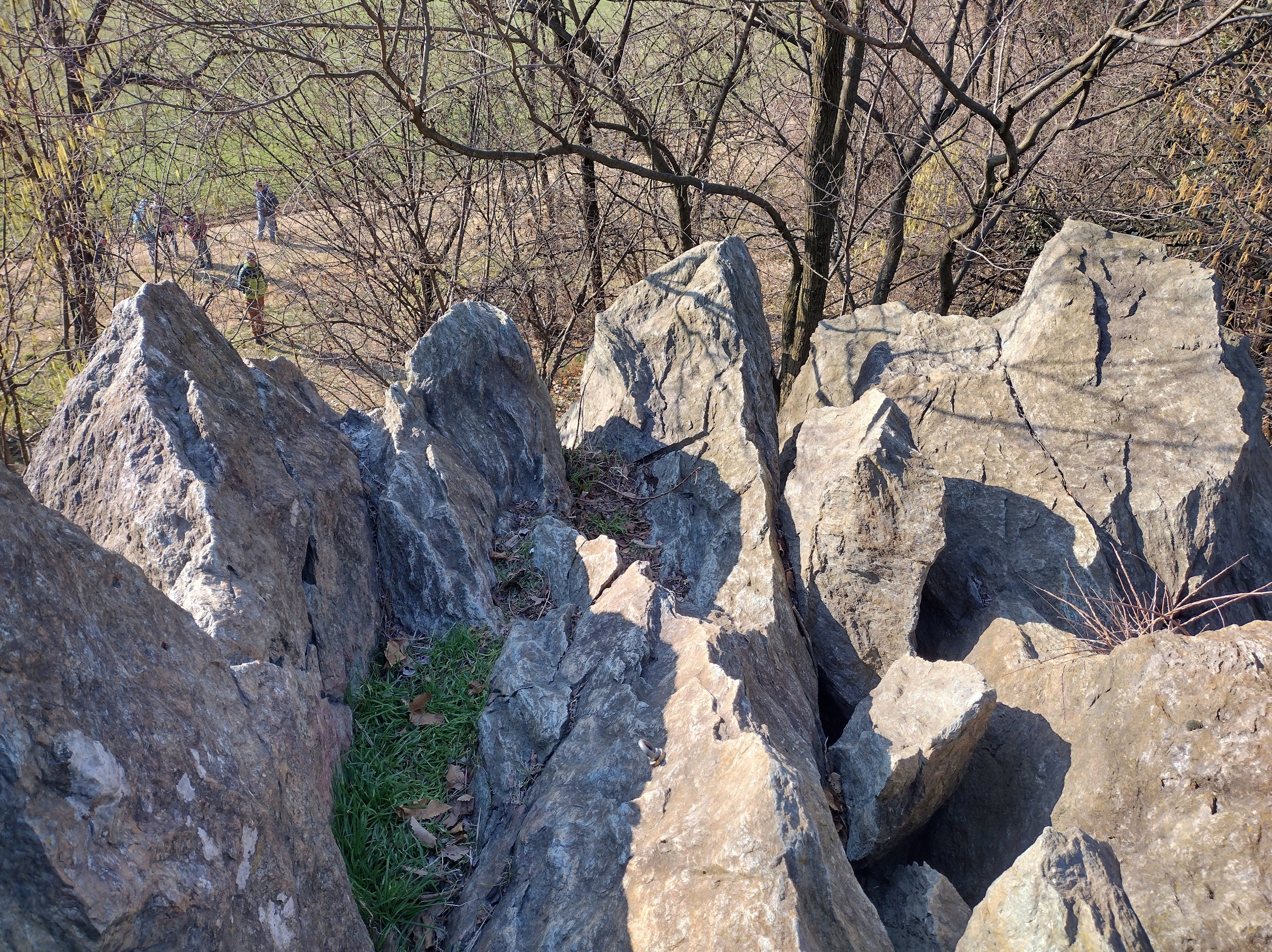
La sommità del masso

La Pera Grossa è un enorme blocco di serpentinite e fa parte dell'Anfiteatro morenico di Rivoli-Avigliana. Fu trasportata nella sua attuale posizione dal ghiacciaio che durante le passate ere glaciali percorreva la Valle di Susa e si apriva a ventaglio sulla pianura torinese. Caratteristico del masso è il contrasto cromatico tra le zone dove la superficie esterna è rimasta indisturbata rispetto all'epoca della deposizione in loco da parte del ghiacciaio e quelle dove invece l'interno è stato esposto all'aria delle operazioni di parziale demolizione di fine ottocento. Le aree indisturbate sono infatti caratterizzate da un colore rossastro dovuto all'ossidazione del ferro contenuto nella roccia, avvenuta con un processo simile a quello che porta alla formazione delle cosiddette vernici del deserto, mentre quelle esposte più di recente all'aria sono verdi-bluastre, una caratteristica colorazione che dà il nome alle pietre verdi (delle quali fa parte anche la serpentinite che forma il masso).

## Utilizzo

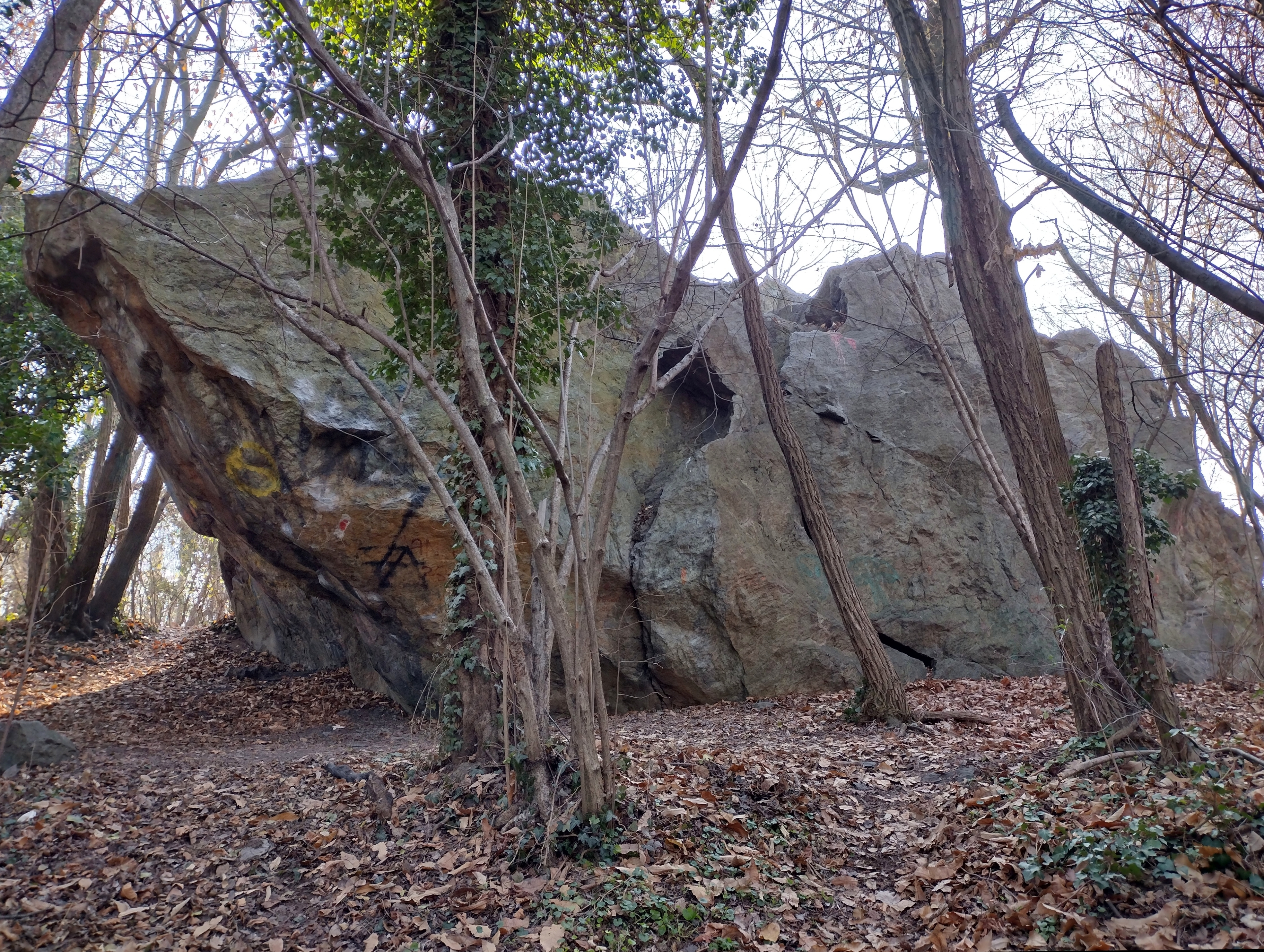
Il lato esposto verso nord

Sul masso sono state tracciate numerose vie di arrampicata, con grado di difficoltà che variavano dal 3° al 6b, anche se più di recente sono state aperte vie con difficoltà ancora più elevata. Molte tra queste vie furono censite e descritte all'inizio degli anni Ottanta del Novecento nel libro Sassismo spazio per la fantasia scritto dall'alpinista Gian Carlo Grassi. La zona dove si trova la Pera Grossa viene considerata paesaggisticamente intatta e suggestiva, anche se potenzialmente minacciata dall'urbanizzazione e dalla costruzione di infrastrutture trasportistiche. Vi si può facilmente accedere al masso piedi o in mountain bike. Alcune delle vie di salita sono con il tempo diventate più difficili a causa dalla intensa frequentazione del masso, che ha progressivamente reso più liscia la roccia e meno agevoli gli appigli. Il masso infatti, per le notevoli dimensioni, la varietà di vie offerte e la comodità di accesso, era stato molto popolare tra i climber negli anni Settanta-Ottanta del Novecento. Dopo circa un ventennio di progressivo abbandono le vecchie vie di arrampicata sono state poi ripulite dal muschio e dal terriccio che si era accumulato, e sono inoltre state aperte alcune vie nuove.